# Ричмънд (Калифорния)
Вижте пояснителната страница за други значения на Ричмънд.
Ричмънд (на английски: Richmond) е град в окръг Контра Коста, в района на залива на Сан Франциско, щата Калифорния, САЩ. Ричмънд е с население от 110 040 души (по приблизителна оценка от 2017 г.) и обща площ от 136,20 кв. км (52,60 кв. мили).